# Wydział Nauk Historycznych i Społecznych Uniwersytetu Kardynała Stefana Wyszyńskiego
Wydział Nauk Historycznych i Społecznych Uniwersytetu Kardynała Stefana Wyszyńskiego – był jednym z wydziałów Uniwersytetu Kardynała Stefana Wyszyńskiego w Warszawie. Istniał w latach 1987-2019 jako Wydział Nauk Historycznych i Społecznych, po reorganizacji został przekształcony w Wydział Nauk Historycznych oraz Wydział Społeczno-Ekonomiczny.

## Struktura
- Instytut Archeologii
- Instytut Historii Sztuki
- Instytut Nauk Historycznych
- Instytut Politologii
- Instytut Socjologii
- Międzyinstytutowy Zakład Badań Nad Migracją

## Kierunki studiów
- Archeologia
- Bezpieczeństwo wewnętrzne
- Ekonomia
- Europeistyka
- Historia
- Historia sztuki

- Ochrona dóbr kultury i środowiska
- Politologia
- Praca socjalna
- Socjologia

- Zarządzanie dziedzictwem kulturowym

## Władze w kadencji 2012–2016
- Dziekan: dr hab. Tadeusz Kamiński
- Prodziekan do spraw dydaktycznych: dr Klaudia Śledzińska
- Prodziekan do spraw studenckich: dr hab. Agnieszka Bender, prof. UKSW
- Prodziekan do spraw naukowych: ks. dr hab. Janusz Węgrzecki, prof. UKSW

## Władze w kadencji 2016–2020
- Dziekan elekt: ks. prof. dr hab. Sławomir Zaręba[1]
- Prodziekan do spraw dydaktycznych: dr Marcin Zarzecki
- Prodziekan do spraw studenckich: dr Anna Czyż
- Prodziekan do spraw naukowych: prof. dr hab. Jolanta Marszalska

## Poczet dziekanów
- 1987–1988: ks. prof. dr hab. Marian Banaszak
- 1988–1993: ks. prof. dr hab. Wincenty Myszor
- 1993–1995: ks. prof. dr hab. Emil Stanula
- 1995–2004: ks. prof. dr hab. Henryk Skorowski
- 2004–2008: prof. dr hab. Wiesław Jan Wysocki
- 2008–2012: ks. prof. dr hab. Jarosław Koral
- 2012–2013: ks. prof. dr hab. Kazimierz Łatak
- 2013–2016: dr hab. Tadeusz Kamiński[2]
- 2016–2020: ks. prof. dr hab. Sławomir Zaręba[1]